# VC Barre
VC Barre, pseudonimo di Baran Çelik (Märsta, 29 settembre 2003), è un rapper svedese.

## Biografia
VC Barre è salito alla ribalta col singolo Vvvalsta, classificatosi 3º nella Sverigetopplistan e certificato doppio platino dalla IFPI Sverige. Ha in seguito collaborato con Adaam nella hit Topp, candidata per il Grammis alla canzone dell'anno e seconda top five dell'artista, e pubblicato l'album in studio Young&Strapped, arrivato al 12º posto della classifica svedese.
Asker (2024) ha segnato il suo miglior posizionamento nella classifica dischi svedese, finendo sul podio. La IFPI Sverige gli ha assegnato due ulteriori dischi di platino, per un totale di 160 000 unità certificate.

## Discografia

### Album in studio
- 2022 – Young&Strapped
- 2024 – Asker

### EP
- 2024 – Antisocial (con Sticky)

### Singoli
- 2020 – Nuförtiden (con Adaam)
- 2020 – Fläta/Inte mitt krig
- 2021 – Bra trakt
- 2021 – Vvvalsta
- 2021 – Topp (con Adaam)
- 2021 – Fast här i trakten (con Einár e Trobi)
- 2021 – Dirty Kalle (con TakeNoelz)
- 2022 – VCFlow
- 2022 – Internet (con 23)
- 2022 – Come My Way (con D1ma)
- 2022 – SooYs
- 2022 – Smutsig (Intro)
- 2022 – A.P.T.A
- 2022 – Grammis (feat. Shenzi Beats)
- 2022 – Devilish (con 01an)
- 2022 – Ooh
- 2023 – Noyy
- 2023 – Mamma
- 2023 – Pangpang
- 2023 – Soldat (con Pablo Paz e TakeNoelz)
- 2023 – Que pasa?
- 2023 – Feeling (con 1.Cuz)
- 2024 – Italien
- 2024 – Whina (con Ninety)
- 2024 – Timmy Turna (con 01an)
- 2025 – Morgonkvisten